# Toyota BX
Le Toyota BX était un camion produit par Toyota de 1951 à 1954, avant d’être modernisé et restylé en tant que modèles Toyota BA et FA. Le BX était une version rétro-ingénierie du camion Ford F5 de 1948, mais avec de nombreuses modifications et simplifications.

## Description
Le prototype BX est entré en production en juin 1951 après avoir subi des tests approfondis en 1950. Le camion devait être lancé en août 1950, mais une grève de deux mois à partir d’avril 1950, combinée aux engagements de production de Toyota pour les efforts de la guerre de Corée, a entraîné un retard important. Le BX a été construit à l’usine Toyota Honshū.

### Mécanique

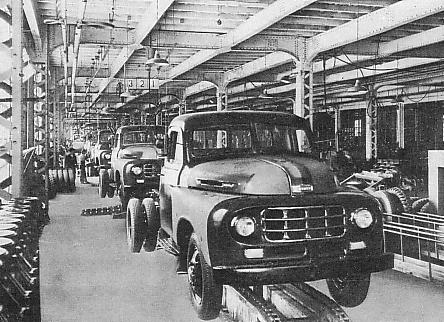
BX sur la chaîne de production dans les années 1950

Bien qu’elle soit partiellement basée sur la Ford F5, la Toyota BX a apporté de nombreuses modifications. Le BX utilisait à l’origine le moteur 6 cylindres Type B de 3 386 cm³ qui a été introduit pour la première fois dans le camion Toyota GB de 1938. Il produisait 82 ch (60 kW) à 3 000 tr/min. La vitesse maximale était de 72 km/h (45 mph). En septembre 1951, il a été rejoint par le plus gros moteur F FX de 3,9 litres, qui offrait 95 ch (70 kW) au même régime moteur. Dans le même temps, les modèles BZ et FZ de 2,5 tonnes sur un empattement plus court ont également été ajoutés. En juin 1953, la puissance du moteur de type B est passée à 85 ch (63 kW).
Le BX/FX a effectivement été exporté, principalement vers des pays ne disposant pas de leur propre industrie automobile. Un modèle avec conduite à gauche était prévu dès le départ et la gamme était commercialisée à Taiwan, en Thaïlande, en Argentine, au Brésil et en Uruguay.
Les BX et FX furent redessinés en février 1954, devenant les modèles BA et FA. À l'extérieur, les modifications se limitent en grande partie à une nouvelle calandre, mais le moteur Type F a également été amélioré et produit désormais 105 ch (77 kW). Grâce à une série d'améliorations, ces camions sont restés en production jusqu'en 1964, bien que le BA ait été abandonné en 1956. Les FA (et les DA à moteur diesel) ont ensuite été modernisés et rénovés, poursuivant la production en tant que nouvelle génération de camions conservés dans production au Japon jusqu'en 1978 et ailleurs dans le monde jusque dans les années 2000.